# Hambach János
Hambach János (másként: Hambacher, Eperjes, Sáros megye, 1682. – Eperjes, 1759.) orvosdoktor, megyei főorvos, Hambach Sámuel édesapja.

## Élete
Hambach Jánosnak, aki jülichi nemes családból származott s vagyonát elvesztvén, Magyarországra jött és Ferdinánd császártól magyar nemességet nyert, fia. Középiskoláit szülőföldén végezte s báró Hellenbach orvos pártfogásával külföldi egyetemekre ment. Odera-Frankfurtban, Berlinben és 1706. július 16-tól Wittenbergben az orvosi tudományokat hallgatta, ahol 1710-ben orvosdoktori oklevelet nyert. Ekkor mint orvos Lengyelországba ment, honnét egy év múlva visszatért szülőföldére, ahol mint gyakorlóorvos telepedett le. Sárosmegye tiszti főorvossá választotta meg, mely hivatalát 40 évig viselte. A szomszéd Lengyelországba gyakran hívták meg és II. Ágoston király kinevezte udvari orvosává. Különösen a 18. század elején, azután 1739 és 1740-ben a Sáros-. Zemplén-, Bereg- és Ugocsa megyében uralkodott ragályos járvány alkalmával kitűnő szolgálatokat tett.

## Munkái
- Disputatio de pingvedine et proximo substrato; praes. D. J. Henr. Heuchero hung. Wittebergae, 1709.
- Dissertatio inaug. medica de chirurgo insonte. Wittebergae, 1710. (Ugyanannak elnöklete alatt.)

### Kéziratban
- Hydrologia, seu historia regni aquosi in qua ad imitationem regni animalis, mineralis et vegetabilis, penitior non modo soteriarum sed omnis generis aquarum theoria ad amussim hydrostaticam, traditur. (Ezen munka Barkóczy Ferencz gróf meghagyásából Nagyszombatban nyomatott volna; azonban a munka megjelenését a grófnak közbejött halála meghiusította); Lomnius redivivus, mely három kötetben H. orvosi gyakorlata alatt szerzett tapasztalatait, a nevezetesebb betegségek leirását és gyógyítását foglalja magában; ezen munkáról Van Swieten (1758. ápr. 22. levelében) elismerőleg nyilatkozik.